# Seihtuch

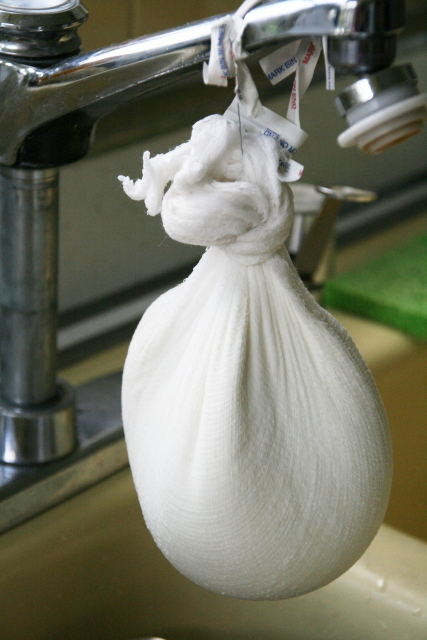
Käse während der Herstellung im Seihtuch

Ein Seihtuch, Mulltuch, Passiertuch, Koliertuch oder Käsetuch ist ein dünnes, weitmaschig gewebtes Tuch aus Baumwolle, das in der Küche zum Seihen sowie zur Käseherstellung verwendet wird.

## Verwendung

### Zubereitung von Nahrungsmitteln

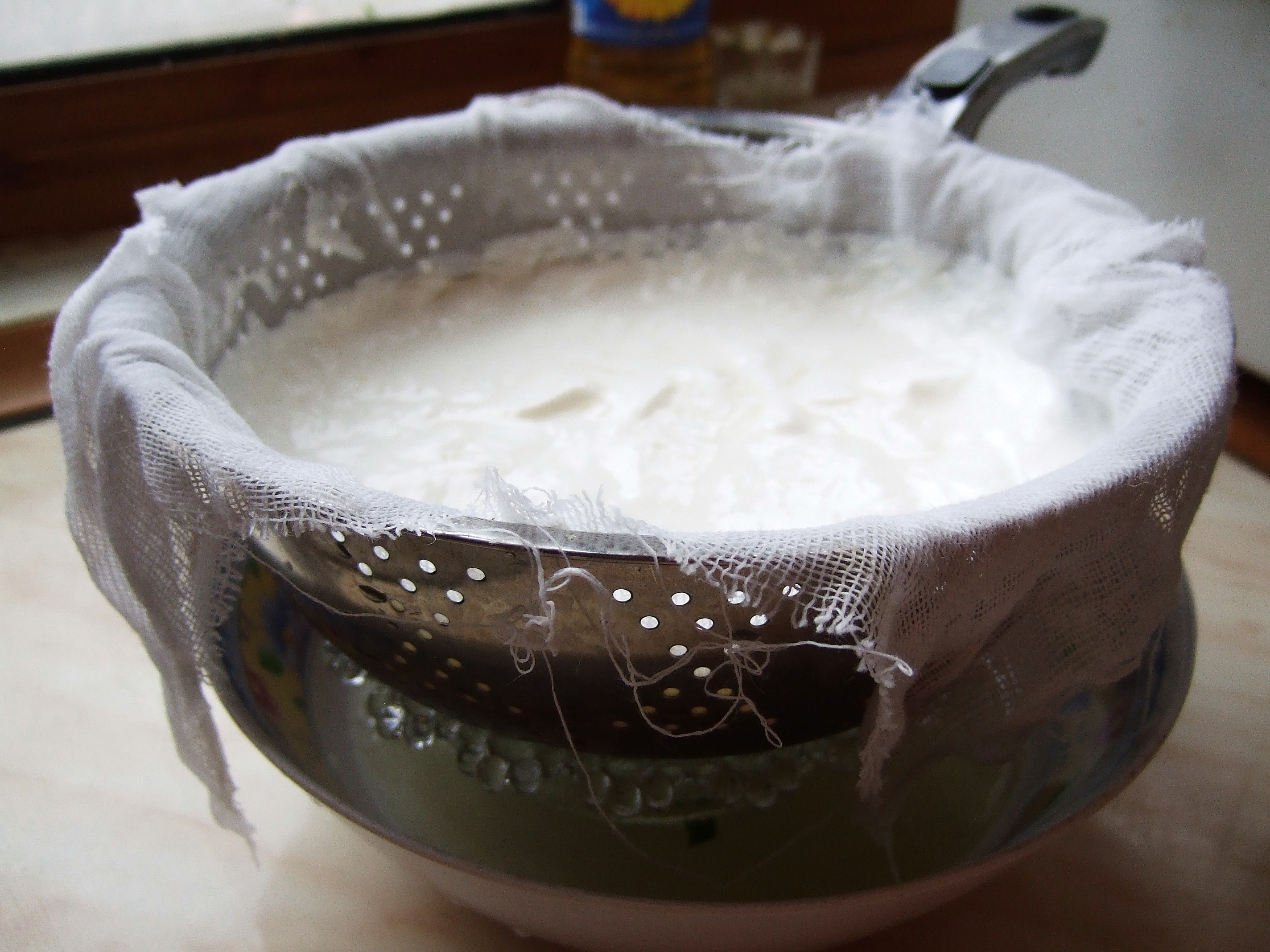
Abseihen von Joghurt im Seihtuch zum Verdicken

Seihtücher werden hauptsächlich in der Käseherstellung verwendet. Das Tuch dient dazu, den Käsebruch von der Molke zu trennen, und den Bruch zusammenzuhalten. Zu den so hergestellten Milchprodukten gehören Queso blanco, Quark und Panir. 
Überdies dienen Seihtücher zum Abseihen von Fond und englischer Creme, dem Abdicken von Joghurt, und der Herstellung von Tofu, Ghee, sowie alkoholgetränkter Fruchtkuchen. Seihtücher werden außerdem eingesetzt, um Flüssigkeiten von sehr kleinen festen Bestandteilen zu trennen. So kann beispielsweise das Einweichwasser von Trockenpilzen, das nach Entnahme der Pilze als zusätzlicher „Aromaträger“ mit- und weiterverwendet werden soll, mit einem Seihtuch von Sand und ähnlichen Feinbestandteilen gereinigt werden.
Ähnlich funktioniert der Presssack, der zum Auspressen von geriebenen Kartoffeln verwendet wird.

### Andere Anwendungen
Seihtücher werden auch in verschiedenen Drucktechniken eingesetzt. In der Lithografie dienen sie zum Aufwischen des Gummi arabicum, und im Intaglio verwendet man ein gestärktes Seihtuch („Tarlatan“) zum Abwischen überflüssiger Tinte.
In Indien und Pakistan werden auch Sommerhemden aus Seihtuchgewebe hergestellt. Solche Hemden waren in den USA in den 1960er und 70er Jahren als Strandkleidung beliebt.

## Grade
Die Feinheit des Gewebes von Seihtüchern wird in einem von sieben Graden angegeben, abhängig von der Anzahl der Fäden pro Längeneinheit.
| Grad | Vertikale × horizontale Fäden | Vertikale × horizontale Fäden |
| Grad | pro Zoll                      | pro cm                        |
| ---- | ----------------------------- | ----------------------------- |
| #10  | 20 × 12                       | 8 × 5                         |
| #40  | 24 × 20                       | 9.5 × 8                       |
| #50  | 28 × 24                       | 11 × 9.5                      |
| #60  | 32 × 28                       | 12.5 × 11                     |
| #90  | 44 × 36                       | 17.5 × 14                     |